# Silken Laumann
Silken Suzette Laumann (Mississauga, 14 november 1964) is een Canadees voormalig roeister die gespecialiseerd was in de skiff. Ze werd wereldkampioene en won twee zilveren medailles op de wereldkampioenschappen. In totaal nam viermaal deel aan de Olympische Spelen en won hierbij in totaal drie medailles, waarvan twee bronzen en één zilveren.

## Biografie

### Successen
In 1983 nam ze deel aan de wereldkampioenschappen roeien op het onderdeel vier met stuurvrouw en moest hierbij met een tijd van 3.15,40 genoegen nemen met een negende plaats. In jaar later won ze een bronzen medaille op de Olympische Zomerspelen 1984 op het onderdeel dubbel twee. Op de wereldkampioenschappen roeien 1990 won ze bij de skiff een zilveren medaille. Een jaar later won ze bij de wereldkampioenschappen roeien 1991 een gouden medaille.

### Ongeval
Ongetwijfeld het meest spraakmakende incidenten in het leven van Laumann gebeurde tijdens haar voorbereiding in de aanloop naar de Olympische Zomerspelen 1992. Ze was favoriet voor een medaille en raakte betrokken bij een ongeval met de boot van de Duitse roeiersduo Colin von Ettinghausen en Peter Hoeltzenbein. Ondanks de ernstige verwondingen aan haar been (in haar woorden: "Ik keek een paar seconden naar mijn been en wist dat het ernstig was toen mijn ik mijn spieren kon zien en ook tot op het bot") wist ze terug te komen. Na vijf operaties en drie weken verblijf in een ziekenhuis, was ze eind juni opnieuw op het water voor een training. Van deze gebeurtenis en de gevolgen is een populaire geromantiseerde weekendfilm gemaakt. Na een jaar rust om haar blessures verder te laten genezen deed ze in 1994 mee aan wedstrijden.

### Doping
Ze won ook een gouden medaille als onderdeel van een dubbelvier bij de Pan-Amerikaanse Spelen 1995, maar werd vervolgens door de Pan-American Sports Organization (PASO) ontdaan van de medailles. Deze maatregel werd getroffen na een positieve dopingtest op pseudo-efedrine. Dit is een onschuldig luchtwegenverwijdend middel dat in veel medicijnen voorkomt tegen verkoudheid, maar in de sport op de verboden middelenlijst staat. Ze kreeg het middel van haar ploegarts, die per vergissing het verkeerde middel had voorgeschreven. Op 11 april 1995 werd bekendgemaakt dat ze door de internationale roeibond was vrijgesproken voor het gebruik van verboden middelen.

### Einde sportcarrière
Haar laatste competitieve race was op het Olympische Zomerspelen 1996, waar Silken een zilveren medaille won bij de skiff. Het goud ging naar de 24-jarige Jekaterina Chodotovitsj-Karsten. Ze heeft formeel drie jaar later haar pensionering aangekondigd. Laumann werd ingehuldigd in de Canadese Sports Hall of Fame in 1998 en werd bekroond met de Thomas Keller Medal in 1999 voor haar uitstekende internationale roeicarrière.
Ze woont nu in Victoria en is een gewilde spreker in het openbaar. In haar actieve tijd was ze aangesloten bij VCRC in Victoria.

### Privé
Ze is de zus van olympisch deelneemster Danièle Laumann en was getrouwd met olympisch kampioen John Wallace.

## Titels
- Wereldkampioene skiff 1991

## Palmares

### skiff
- 1985: 4e WK - 7.51,35
- 1989: 7e WK - 7.37,41
- 1990:  Wereldbeker I - 8.11,98
- 1990: 6e Wereldbeker III - 7.36,93
- 1990: 5e Wereldbeker IV - 7.46,76
- 1990: 7e Wereldbeker VI - 7.40,33
- 1990:  WK - 7.27,08
- 1991:  Wereldbeker I - 7.52,91
- 1991:  Wereldbeker III - 7.43,57
- 1991:  Wereldbeker IV - 8.42,87
- 1991:  Wereldbeker V - 7.22,41
- 1991:  Wereldbeker VI - 8.06,29
- 1991:  WK - 8.17,58
- 1992:  Wereldbeker I - 7.30,26
- 1992:  OS - 7.28,85
- 1994:  Wereldbeker IV - 7.17,09
- 1994: 6e WK - onbekend
- 1995:  Wereldbeker I - 7.37,76
- 1995: 5e Wereldbeker IV - 7.27,51
- 1995:  WK - 7.29,07
- 1996:  OS - 7.25,15

### dubbel vier met stuurvrouw
- 1983: 9e WK - 3.15,40

### dubbel twee
- 1984:  OS - 3.29,82

### Onderscheidingen
- CAAWS Most Influential Women in Sport and Physical Activity: 2006 en 2007
- Globe and Mail list of most influential women in Canada: 2006
- Women's Executive Network - Most powerful women: 2006
- National Child Day Award: 2003
- Canada’s Sports Hall of Fame: 1998
- Wilma Rudolph Courage Award: 1997
- Canadian Press Female Athlete of the Year: 1991 en 1992
- Lou Marsh Award - Canada's Outstanding Athlete: 1991